# Thunnus alalunga
L'alalunga (Thunnus alalunga), conosciuto anche come tonno bianco, è un pesce osseo della famiglia Scombridae, molto affine al tonno rosso, ma di grandezza inferiore.

## Distribuzione e habitat
L'alalunga è diffusa nel mar Mediterraneo e nelle acque calde di tutti gli oceani; sulle coste europee si incontra raramente più a nord del golfo di Biscaglia. Nei mari italiani è comune, ma solo in certe località che possono comunque variare di anno in anno. La sua presenza è particolarmente massiccia attorno alle isole Eolie, mentre è rara nell'Adriatico.
Si trattiene quasi sempre in alto mare ed è raro sottocosta. Effettua migrazioni verso nord nella stagione calda, durante la quale si trattiene leggermente meno al largo.

## Descrizione
È molto simile al tonno rosso; la differenza più evidente sta nelle pinne pettorali, che si prolungano fino alla pinna anale; inoltre l'occhio è più grande. La forma generale è a "barile", meno slanciata rispetto al più grande parente. La prima pinna dorsale ha quattordici raggi, la seconda tre duri e quattordici molli, la pinna ventrale tra uno e cinque, l'anale tre e dodici, la caudale quaranta e ogni pinna pettorale trentasette. Sono presenti sul peduncolo caudale otto paia di pinnule.
Il colore è simile a quella del tonno rosso, blu scuro sul dorso e bianco su fianchi e ventre, senza segni scuri. Le pinnule sono scure e la pinna caudale ha un orlo chiaro.
Raggiunge un metro di lunghezza per 25 kg di peso, ma le dimensioni sono in genere inferiori di circa la metà.

## Biologia
Come quasi tutti gli Scombridae è gregario e vive in grossi banchi.

### Alimentazione

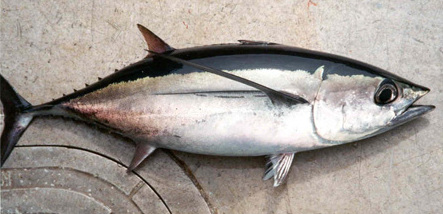

Caccia pesci pelagici come le sardine, le acciughe, le alacce e i pesci volanti. Si nutre anche di cefalopodi.

### Riproduzione
Si riproduce in estate; le uova e le larve sono pelagiche e molto simili a quelle del tonno.

## Pesca
Si pesca con le reti da circuizione e con apposite reti da posta per la cattura di scombridi (palamitare), o si cattura all'amo con la tecnica della traina. Questa specie viene attratta spruzzando acqua a pioggia dietro la poppa della barca.
La carne è bianco rosea e non rossa e la si vende fresca e in conserva.